# Flæskesteg
Flæskesteg è un arrosto di maiale ricavato dal lombo del suino al quale viene lasciata attaccata la cotenna ed è uno dei principali piatti nazionali danesi.
Viene servito tradizionalmente il 24 dicembre durante la cena della vigilia di Natale. Dallo stesso taglio anatomico porzionato a fette nasce un altro dei piatti nazionali danesi, il stegt flæsk og persillesovs.

## Storia
Per secoli, la carne di maiale è stata la carne favorita in Danimarca che rimane ad oggi (2020) uno dei principali produttori di carne di maiale europei, ma questo prima della seconda rivoluzione industriale intorno al 1860, quando furono introdotti i forni a legna nelle case. Quindi, in aggiunta alle salsicce e al prosciutto, il maiale arrosto divenne un piatto popolare. La carne è sempre stata cotta insieme alla sua pelle ottenendo così un rivestimento croccante che è una delle caratteristiche principali del piatto.

## Ricetta tradizionale

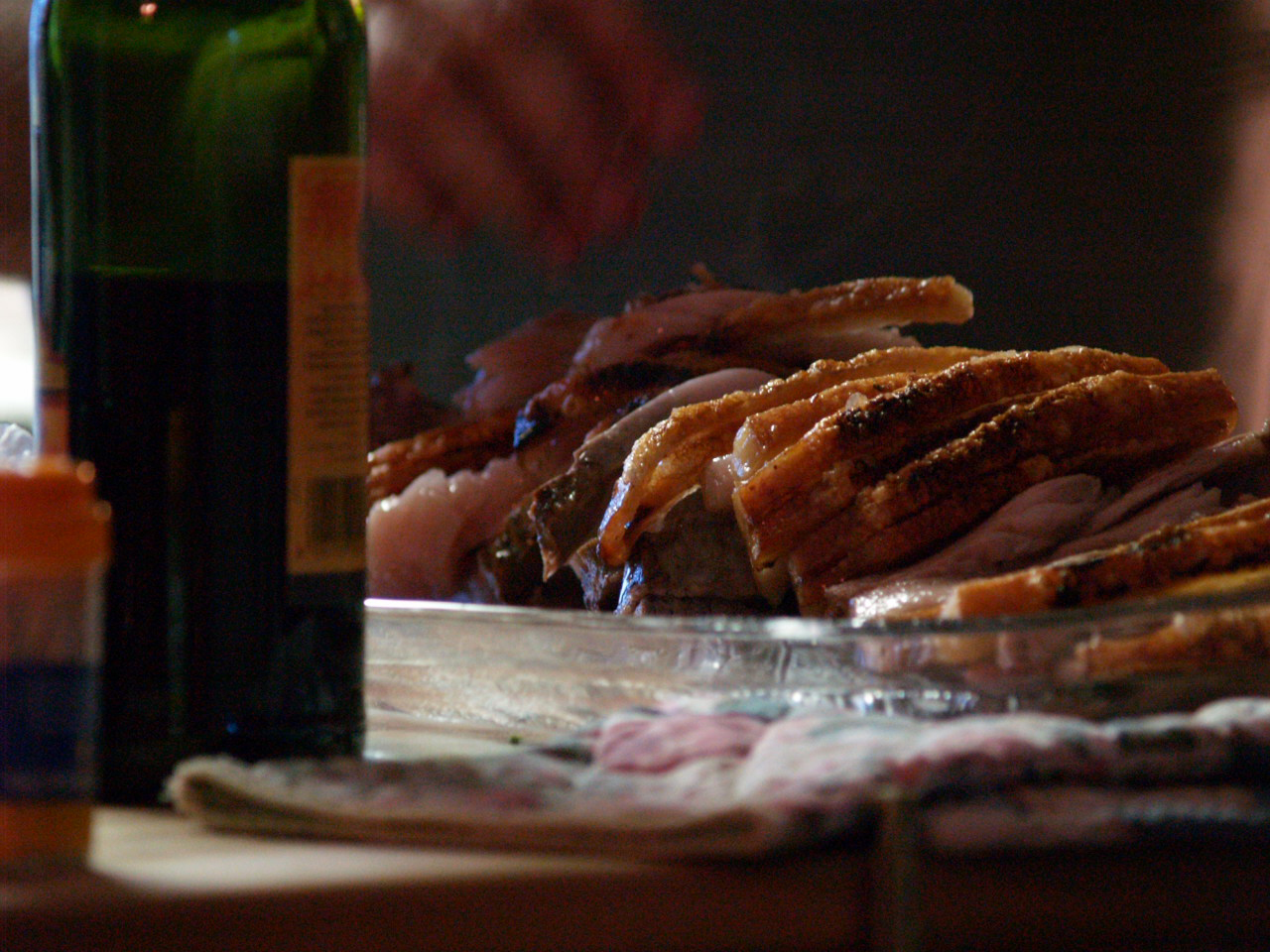
Flæskesteg servito in tavola.

Il metodo tradizionale di preparazione del piatto consiste nell'arrostire al forno un pezzo di lombo di maiale al quale è stata lasciata attaccata la cotenna. La pelle del maiale prima di essere infornata viene incisa con un coltello fino ad arrivare allo strato di grasso sottostante ma avendo cura di non incidere la carne. I tagli sono alla distanza di circa un centimetro l'uno dall'altro e sono posti perpendicolarmente rispetto alle fibre del muscolo. Il pezzo di carne va  inizialmente sistemato, con la cotenna rivolta verso il basso, in una pirofila adatta a contenerla. Nella pirofila va aggiunta acqua molto calda. Il livello d'acqua corretto è quello necessario a coprire solo la cotenna, circa 3 cm. Si mette quindi la pirofila in forno a 200° per 20 minuti. Passati i 20 minuti la carne deve essere tolta dalla pirofila (l'acqua non va buttata ma tenuta da parte) e messa su una griglia sistemata con la cotenna verso l'alto.  A questo punto sulla cotenna si strofina sale grosso e si inseriscono foglie di alloro nei tagli. Facoltativamente possono essere aggiunti anche i chiodi di garofano o rametti di timo. La carne appoggaita sulla griglia torna quindi in forno a 180°. Sotto alla griglia si sistema la pirofila usata precedentemente con metà dell'acqua che avevamo conservato. Ogni tanto bagniamo la carne con due cucchiai di acqua.  La carne rimane in forno per 2 ore circa ed è pronta quando il termometro da carne segna 55°. Per avere una cotenna croccante sul finale il forno va portato a 250°, solo calore superiore, per 5 minuti. Lo sportello del forno va tenuto leggermente aperto, 2 cm circa. La carne viene accompagnata da una salsa fatta con besciamella, pepe, sale, mezzo cuchiano di Kulør. Il piatto è accompagnato da patate lesse  e patate caramellate (brunede kartofler). Queste ultime si preparano prendendo delle patate di piccola taglia precedentemente bollite che vengono pelate e successivamente versate in una padella in cui si è preparato un composto formato dallo zucchero reso caramello e un cucchiaino di burro. Si cuociono fino a quando il caramello di un bel color marrone ha ben aderito ai tuberi. Inoltre, è sempre incluso come accompagnamento del piatto il cavolo rosso (rødkål) bollito nell'aceto di mele, con un po' di zucchero e gelatina di ribes rosso. Se il cavolo viene preparato a partire dalla verdura fresca, vengono spesso aggiunte fette di mela. La ricetta di riferimento per molti danesi è quella descritta nel libro di cucina Frøken Jenses kogebog, scritto da Kristine Marie Jensen da Randers e pubblicato per la prima volta nel 1901, libro che è considerato in Danimarca un punto di riferimento culinario per le ricette tradizionali tanto quanto la Guida alla grande cucina di Auguste Escofier.

## Panini
Il flæskesteg med rødkål (arrosto di maiale con cavolo rosso) può anche essere servito freddo sul pane di segale scuro come un sandwich aperto, una delle innumerevoli varianti dello smørrebrød. Le sottili fette di maiale vengono servite con la loro pelle croccante. Il panino può essere decorato con cavolo rosso, prugna, una fetta di arancia e un cetriolo sottaceto.